# Madman Fulton
Jacob Southwick (nacido el 2 de abril de 1990 en Toledo, Ohio, Estados Unidos) es un luchador profesional estadounidense más conocido por su nombre en el ring Madman Fulton quien actualmente trabaja para Impact Wrestling (IW). 
Southwick trabajo para la promoción de lucha libre profesional World Wrestling Entertainment con el nombre de Sawyer Fulton, en su territorio de desarrollo NXT.

## Carrera

### Mid-Ohio Wrestling (2010-2012)
Southwick hizo su debut como Jake South el 16 de octubre donde derrotó a Izzy Lambert. Compitió en el Torneo por el Campeonato Peso Pesadopero perdió en las semifinales ante Patrick Hayes. Luchó cuatro veces por el Campeonato Peso Pesado de los Tres Condados pero perdió en todos sus intentos. Sin embargo, junto a Cyrus Poe consiguieron el Campeonato en Parejas de Medio-Ohio al derrotar a Axel y The Bouncer. Ellos retuvieron sus títulos hasta su derrota ante The Black Irish Saints (Damien Kass y Devlin Anderson). Como luchador individual retó a Bane por el Campeonato Mundial pero fue derrotado.

### WWE

#### NXT (2012-2017)
En septiembre de 2012 se reportó que Southwick firmó contrato con la WWE, y luego fue renombrado a Sawyer Fulton. Hizo su debut televisivo en el territorio en desarrollo de la WWE NXT debutando el 2 de mayo de 2013, donde apareció como parte de un equipo para enfrentarse ante The Wyatt Family (Erick Rowan & Luke Harper). Continuaría realizando apariciones esporádicas durante las siguientes tres semanas, como parte de un equipo con Angelo Dawkins siendo derrotados por The Hype Bros, Enzo Amore & Big Cass y los entonces Campeones en Parejas de la NXT Blake & Murphy. Participaron en el Dusty Rhodes Tag Team Classic pero perdieron ante Enzo Amore & Big Cass en la primera ronda. Dawkins y Fulton se enfrentaron ante los Campeones en Parejas de la NXT The Vaudevillains con nuevo estilo de imagen pero perdieron la lucha de todas maneras. A causa de las derrotas, Fulton dio un ultimátum a su alianza con Dawkins asegurando su fin en caso de una derrota más. Dawkins perdió ante Bull Dempsey por lo que Sawyer Fulton lo abandonó disolviendo el equipo
En un House shows hizo equipo con Alexander Wolfe.

### Impact Wrestling (2019-presente)
El 23 de marzo de 2019, Fulton debutó como heel bajo el nombre de Madman Fulton y se unió a oVe. Atacó a Rich Swann y lanzó una camisa oVe después de quitarse la chaqueta.

## Otros medios
Southwick es un luchador grecorromano siendo reconocido como un All-American y llegó a ser un dos veces All-American de la NCAA.

## En lucha
- Apodos
  - "Big"

## Campeonatos y logros
- AAW Wrestling
  - AAW Tag Team Championship (1 vez) – con Ace Austin[3]

- Mid-Ohio Wrestling
  - Mid-Ohio Tag Team Championship (1 vez) con Cyrus Poe